# Coupe des îles Féroé de football 1961
Navigation
Løgmanssteypið 1960 Løgmanssteypið 1962
La Coupe des Îles Féroé 1961 de football est la 7e édition de la Løgmanssteypið (Trophée du Premier Ministre). 
La finale du tournoi se disputa à Tvøroyri au stade Sevmýri.
Le TB Tvøroyri fut le vainqueur. C'est le quatrième titre du club.

## Format
Prenant place sur deux jours à Tvøroyri, la compétition se composa en une demi-finale et la finale. Seules les équipes de Meistaradeildin 1961 (Division des Champions) participèrent à la compétition. Le KÍ Klaksvík ne participa pas à la compétition. Le TB Tvøroyri va directement en finale.

## Clubs participants
| \| B36 HB TB \| Localisation des clubs engagés dans la coupe nationale 1961. |
| B36 HB TB                                                                    |

- B36 Tórshavn - Meistaradeildin
- HB Tórshavn - Meistaradeildin
- TB Tvøroyri - Meistaradeildin Tenant du Titre

## Résultats

### Demi-finale
| Date             | Équipe 1     | Résultat | Équipe 2    |
| ---------------- | ------------ | -------- | ----------- |
| 2 septembre 1961 | B36 Tórshavn | 4-1      | HB Tórshavn |

### Finale
| 3 septembre 196 | TB Tvøroyri | 2-0   | B36 Tórshavn | Sevmýri, Tvøroyri |
|                 |             | (1-0) |              |                   |